# Cecylia Staśkiewicz
Cecylia Staśkiewicz (ur. Sierpień 1935 w Czarnotrzewiu) – polska nauczycielka, wycinankarka z kurpiowskiej Puszczy Zielonej.

## Życiorys
Z zawodu nauczycielka, obecnie na emeryturze. Pracowała w Szkole Podstawowej w Strzałkach (1955–1963). Do roku 1990 dyrektorka Szkoły Podstawowej w Antoniach. Prowadziła chór i bibliotekę. Uczyła tańców kurpiowskich, prowadziła zbiórki harcerskie, imprezy środowiskowe oraz kursy dla dorosłych. 
Jest wycinankarką, wykonuje tradycyjne formy wycinanek. Specjalizuje się w wycinaniu firanek. Tworzy razem z mężem Wincentym.
Odznaczenia i nagrody
- Krzyżem Kawalerskim Orderu Odrodzenia Polski;
- Złotym Krzyżem Zasługi;
- Nagrodą Starosty Ostrołęckiego;
- Nagrodą Prezesa Związku Kurpiów „Kurpik 2018” (wraz z mężem)[4].